# Kaple Panny Marie (Bezděkov nad Metují)
Kaple Panny Marie je římskokatolická kaple v Bezděkově nad Metují.

## Historie
Kaplička byla postavena nejspíše v souvislosti s válečnými událostmi mezi lety 1740–1763. K opravám kaple došlo v letech 1922 a 1935. V šedesátých letech 20. století kaple zchátrala, byla bez vnitřního vybavení a sloužila k uskladnění zemědělského náčiní.
Při opravách v roce 2005 byl proveden restaurátorský průzkum a po sejmutí několika vrstev vápenných nátěrů se objevily fragmenty modrošedých kontur rokokového ornamentu, který patrně pokrýval celou stropní klenbu. Vstup byl původně širší, otevřený a zaklenutý obloukem. Při proměřování stavby bylo zjištěno, že půdorys má barokní charakter. Také se ukázalo, že stavba měla původně segmentový štít s nízkou atikou. Kaplička byla slavnostně vysvěcena a po opravě znovuotevřena 10. května 2008.